# The Pizza Underground
The Pizza Underground var ett amerikanskt rockband bildat i New York år 2013. De parodierar huvudsakligen The Velvet Underground-låtar och deras texter har i regel pizza som tema. Bandet bestod av den före detta barnstjärnan Macaulay Culkin (kazoo, slagverk, sång), Matt Colbourn (gitarr, sång), Phoebe Kreutz (klockspel, sång), Deenah Vollmer (pizzakartong, sång) och Austin Kilham (tamburin, sång). De hade som gimmick att dela ut pizzor i pizzakartonger till folk som besökte deras konserter.

## Karriär
Bandet startades i november 2013, då bandet spelade in demos i Macaulay Culkins lägenhet.  I december publicerades en viral video på Youtube där Macaulay Culkin äter en slice av en ostpizza. Detta var en parodi på en scen från 66 Scenes From America där Andy Warhol äter en Whopper från Burger King.
Bandet släppte sin första musikvideo i januari 2014. Den innehöll parodier på låtar av The Velvet Underground som "All The Pizza Parties" (parodi på "All Tomorrow’s Parties"), "Pizza Gal" (parodi på "Femme Fatale") och "Take a Bite of the Wild Slice" (parodi på Lou Reeds "Walk on the Wild Side"). 
I maj 2014 blev bandet utbuat när de spelade på Dot to Dot Festival i Nottingham. En av åskådarna sade att de hånade ett av alla tiders bästa band. Bandet fick ölglas kastade på sig och Macaulay Culkin frågade publiken ”Varför kastar ni de där? Jag skulle hellre dricka dem!”. 
Macaulay Culkin sade 2018 i ett avsnitt av podcasten WTF with Marc Maron att bandet hade splittrats. 